# Kanumarathon-Weltmeisterschaften 1994
Die 4. Kanumarathon-Weltmeisterschaften fanden am 3. und 4. September 1994 im niederländischen Amsterdam statt. Der austragende Verband war die ICF.
Die Länge der Strecke betrug 42,7 km.
Es wurden vier Wettbewerbe für Männer und zwei Wettbewerbe für Frauen ausgetragen. 

## Medaillengewinner

### Herren

#### Canadier
| Disziplin | Gold                              | Zeit      | Silber                                            | Zeit      | Bronze                                       | Zeit      |
| --------- | --------------------------------- | --------- | ------------------------------------------------- | --------- | -------------------------------------------- | --------- |
| C1        | Dänemark Arne Nielsson            | 3:20:38 h | Ungarn Gabor Kolozsvári                           | 3:28:41 h | Dänemark Karsten Scales                      | 3:28:56 h |
| C2        | Ungarn Zsolt Bohács Istvan Gyulai | 3:06:31 h | Vereinigtes Königreich Stephen Train Andrew Train | 3:06:33 h | Spanien Pedro Areal Bienvenido Pérez Dacosta | 3:14:58 h |

#### Kajak
| Disziplin | Gold                                              | Zeit      | Silber                          | Zeit      | Bronze                                        | Zeit      |
| --------- | ------------------------------------------------- | --------- | ------------------------------- | --------- | --------------------------------------------- | --------- |
| K1        | Dänemark Lars Koch                                | 2:59:46 h | Schweden Tom Krantz             | 2:59:50 h | Südafrika Robby Herreveld                     | 2:59:59 h |
| K2        | Vereinigtes Königreich Ivan Lawler Stephen Harris | 2:46:50 h | Ungarn László Csaba Laszlo Toth | 2:46:51 h | Dänemark Karsten Solgaard Thomas Christiansen | 2:46:52 h |

### Damen

#### Kajak
| Disziplin | Gold                                   | Zeit      | Silber                               | Zeit      | Bronze                          | Zeit      |
| --------- | -------------------------------------- | --------- | ------------------------------------ | --------- | ------------------------------- | --------- |
| K1        | Schweden Susanne Gunnarsson            | 3:16:13 h | Australien Denise Cooper             | 3:18:49 h | Ungarn Andrea Pitz              | 3:19:21 h |
| K2        | Australien Shelly Jesney Denise Cooper | 3:00:57 h | Dänemark Hanne Selmer Bettina Larsen | 3:10:37 h | Ungarn Andrea Biro Agnes Erdodi | 3:11:47 h |

## Medaillenspiegel
| Rang   | Nation                 | Gold | Silber | Bronze | Gesamt |
| ------ | ---------------------- | ---- | ------ | ------ | ------ |
| 1      | Dänemark               | 2    | 1      | 2      | 5      |
| 2      | Ungarn                 | 1    | 2      | 2      | 5      |
| 3      | Australien             | 1    | 1      | 0      | 2      |
| 3      | Schweden               | 1    | 1      | 0      | 2      |
| 3      | Vereinigtes Königreich | 1    | 1      | 0      | 2      |
| 6      | Spanien                | 0    | 0      | 1      | 1      |
| 6      | Südafrika              | 0    | 0      | 1      | 1      |
| Gesamt | Gesamt                 | 6    | 6      | 6      | 18     |